# Batzen (Kempten)
Batzen ist ein Ortsteil sowie Weiler der kreisfreien Stadt Kempten (Allgäu).
1414 wurde die Ortschaft mit einem kleinen Gut ze den Batzen als stiftkemptisches Lehen erwähnt. 1447 wird zum Batzen bzw. zum Batzer genannt. Ab 1451 folgten Erwähnungen als Batzen. 1555/93 wird Batzo genannt. Es handelt sich hierbei um einen Ortsnamen, der auf einem Personennamen beruht.
Der Ort wurde 1818 der Ruralgemeinde Sankt Lorenz angeschlossen und unterlag der Pfarrei Heiligkreuz. Zum 1. Juli 1972 wurde Sankt Lorenz in die Stadt Kempten (Allgäu) eingemeindet.